# (11194) Mirna
(11194) Mirna est un astéroïde de la ceinture principale.

## Description
(11194) Mirna est un astéroïde de la ceinture principale. Il fut découvert le 16 décembre 1998 à Visnjan par Korado Korlević. Il présente une orbite caractérisée par un demi-grand axe de 2,26 UA, une excentricité de 0,07 et une inclinaison de 4,3° par rapport à l'écliptique.

## Compléments